# 신의주시
신의주시(新義州市)는 조선민주주의인민공화국 평안북도 서북부에 있는 시로, 평안북도청 소재지이다. 서북쪽으로 압록강을 경계로 중화인민공화국의 단둥시와 마주보고 있다. 압록강이 서조선만으로 유입되며 하구에 삼각주를 형성하면서 신의주 평야가 발달하였다. 의주읍의 남쪽에 경의선 철도가 개설되면서 급성장해 1914년에 신의주부로 승격하였다. 신의주시를 포함한 부근 일대에 신의주특별행정구가 설치되어 있다.

## 지리

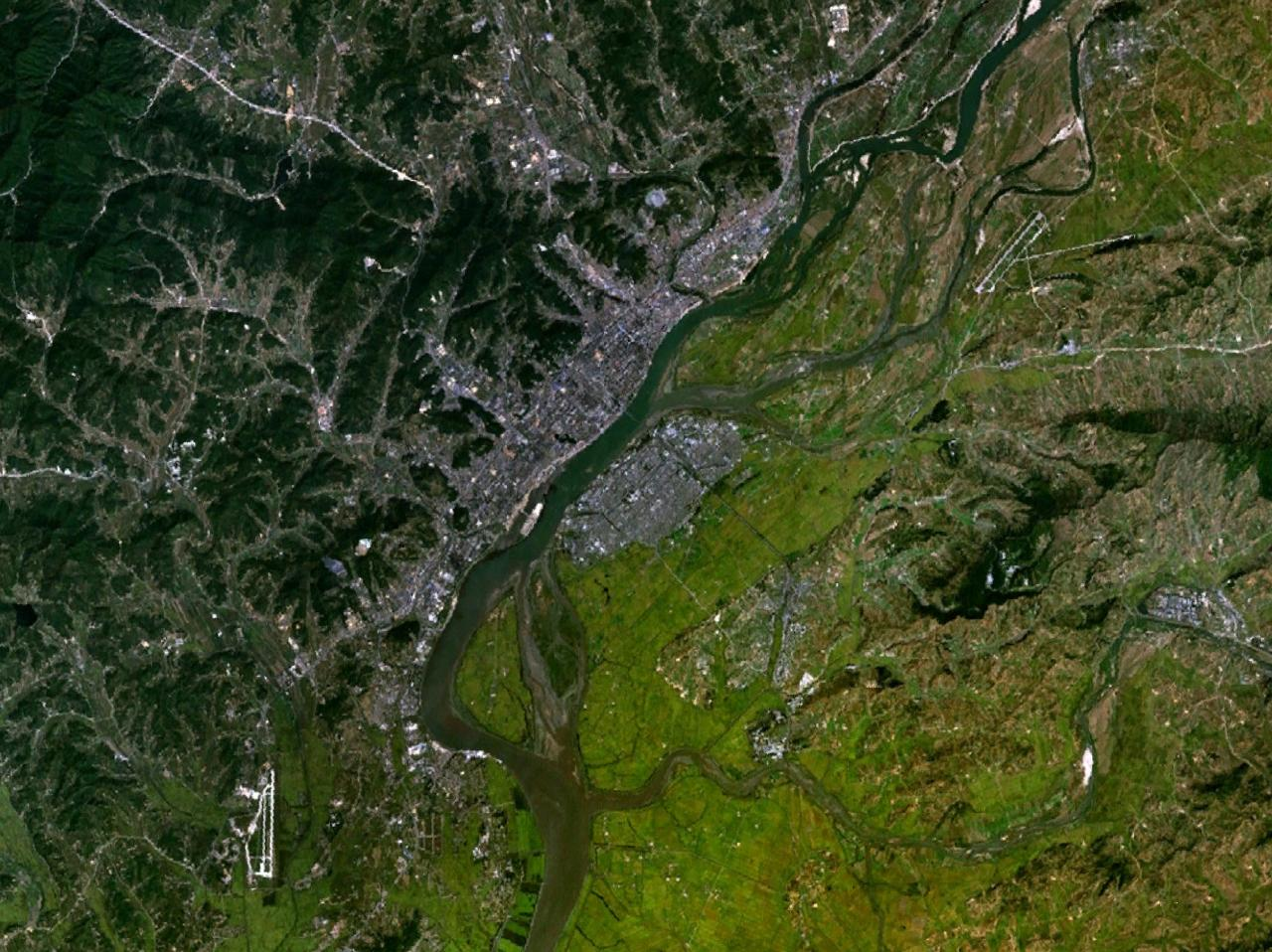
신의주의 위성 사진
사진 중앙의 물줄기가 압록강 - 강의 남동쪽 시가지가 신의주, 북서쪽 시가지가 단둥시

압록강을 사이에 두고 중국과 국경을 접하며, 조중우의교를 통해 중국 단둥시와 연결된다. 동북쪽으로 의주군, 동쪽으로 피현군, 남쪽으로 룡천군과 접한다.
신의주는 평의선의 종점이며, 압록강 하구로부터 30 km 남짓 떨어져 있다. 도시의 해발고도는 1m이고 연평균 기온은 9 °C이다. 신의주에 접한 압록강 유역에는 여러 섬들이 있는데, 위화도(威化島), 임도(荏島), 류초도(柳草島), 동류초도(東柳草島) 등이 대표적인 하중도이다.

## 역사
- 고려 : 린주(인주, 麟州)
- 조선 : 린산진(인산진, 麟山鎭)
- 1905년 : 경의선(현재의 평의선)이 부설되었다.
- 1914년 4월 1일 : 의주군 광성면 신의주동을 중심으로 민포동 일부, 미륵동 일부에 신의주부가 신설되었다.[2]

신의주부 휘장

- 1929년 4월 1일 : 의주군 광성면 민포동, 미륵동과 마전동 일부가 편입되었다.[3][4]
- 1941년 4월 1일 : 의주군 광성면, 고진면 및 룡천군의 삼교천 북쪽 지역이 편입되었다.[5]

| 조선총독부령 제84호                                                     |               |
| 구 행정구역                                                             | 신 행정구역   |
| 의주군 광성면, 고진면                                                   | 신의주부 일부 |
| 룡천군 양광면 봉덕동 일부, 미륵동 일부, 산두동 일부, 양하면 립암동 일부 | 신의주부 일부 |
- 1946년 9월 : 신의주부를 신의주시로 개칭하였다.
- 1961년 : 의주군에서 선상동 지역(해방 당시 고성면 신도동·정주동)과 위화도(상단리, 하단리)가 편입되었다.
- 1989년 : 의주군에서 연하동 지역(해방 당시 고성면 연하동·연상동, 의주읍 청전동)과 다지도의 남부(다지리)가 편입되었다.
- 1994년 : 연하동에서 북부의 의주비행장과 그 인근을 분리하여 고성동(古城洞)을 신설하였다.

## 행정구역
신의주시는 광명구역, 남구역, 강안구역이 있었으나 폐지되었다.
신의주시는 다음으로 이루어져 있다.
49동 9리
| - 역전동 (驛前洞) - 압강동 (鴨江洞) - 남상동 (南上洞) - 남하동 (南下洞) - 친선1동 (親善1洞) - 친선2동 (親善2洞) - 신원동 (新元洞) - 본부동 (本府洞) - 관문동 (關門洞) - 청송동 (靑松洞) - 백사동 (白砂洞) - 근화동 (槿花洞) - 채하동 (彩霞洞) - 5·1동 (五一洞) - 남중동 (南中洞) - 남서동 (南西洞) - 백운동 (白雲洞) - 개혁동 (改革洞) - 남송동 (南松洞) - 신남동 (新南洞) - 해방동 (解放洞) - 평화동 (平和洞) - 신포동 (新浦洞) - 민포동 (敏浦洞) - 수문동 (水門洞) | - 마전동 (麻田洞) - 동하동 (東下洞) - 동중동 (東中洞) - 동상동 (東上洞) - 방직동 (紡織洞) - 련상1동 (蓮上1洞) - 련상2동 (蓮上2洞) - 류상1동 (柳上1洞) - 류상2동 (柳上2洞) - 와이동 (瓦耳洞) - 락원1동 (樂園1洞) - 락원2동 (樂園2洞) - 락청1동 (樂淸1洞) - 락청2동 (樂淸2洞) - 선상동 (仙上洞) - 송한동 (送鷴洞) - 석하1동 (石下1洞) - 석하2동 (石下2洞) - 풍서1동 (豊西1洞) - 풍서2동 (豊西2洞) - 백토동 (白土洞) - 남민동 (南敏洞) - 연하동 (煙下洞) - 고성동 (古城洞) | - 다지리 (多智里) - 류초리 (柳草里) - 삼교리 (三橋里) - 삼룡리 (三龍里) - 상단리 (上端里) - 성서리 (城西里) - 중제리 (中齋里) - 토성리 (土城里) - 하단리 (下端里) |

## 교육
교육기관으로는 신의주교원대학과 초등교육기관이 있다. 김정일이 시찰했던 신의주교원대학부속유치원은 음악과 외국어 학습에서 다양한 재능을 가진 어린이들이 공부하고 있는 곳이다. 이 유치원은 신의주교원대학에서 운영하고 있다. 신의주시에서는 시민들에게 문화정서생활을 지원하기 위하여 여러 유치원과 탁아소를 운영하고 있다. 한편, 신의주시에 살고 있는 학생들을 위하여 건설된 신의주학생소년궁전이 있다.

## 산업

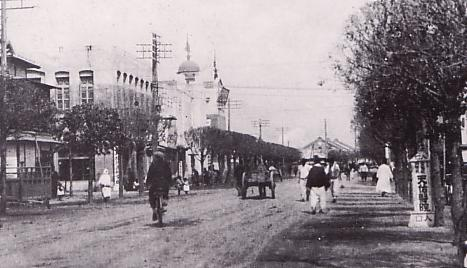
일제강점기 신의주 세관통(稅關通)

특히 공업이 발달하여 종이를 생산하는 신의주시제지공장과 팔프공장이 있고, 화장품을 생산하는 신의주화장품공장이 있다. 신의주시의 화장품 공장은 그 중에서 "봄향기"라는 '살결물'로 유명하며, 외화벌이사업의 주요한 사업이 되고 있다. 일용품을 생산하는 신의주 일용품 공장과 신의주 신발 공장 등 30여 개 공장들이 모여 있다.

## 기후
| 신의주시의 기후                                                                  | 신의주시의 기후 | 신의주시의 기후 | 신의주시의 기후 | 신의주시의 기후 | 신의주시의 기후 | 신의주시의 기후 | 신의주시의 기후 | 신의주시의 기후 | 신의주시의 기후 | 신의주시의 기후 | 신의주시의 기후 | 신의주시의 기후 | 신의주시의 기후 |
| 월                                                                               | 1월             | 2월             | 3월             | 4월             | 5월             | 6월             | 7월             | 8월             | 9월             | 10월            | 11월            | 12월            | 연간            |
| -------------------------------------------------------------------------------- | --------------- | --------------- | --------------- | --------------- | --------------- | --------------- | --------------- | --------------- | --------------- | --------------- | --------------- | --------------- | --------------- |
| 역대 최고 기온 °C (°F)                                                           | 9.2 (48.6)      | 15.5 (59.9)     | 22.0 (71.6)     | 28.4 (83.1)     | 32.0 (89.6)     | 37.0 (98.6)     | 36.9 (98.4)     | 38.5 (101.3)    | 33.0 (91.4)     | 28.9 (84.0)     | 21.5 (70.7)     | 13.9 (57.0)     | 38.5 (101.3)    |
| 일평균 최고 기온 °C (°F)                                                         | −0.8 (30.6)     | 2.9 (37.2)      | 8.8 (47.8)      | 16.1 (61.0)     | 22.0 (71.6)     | 25.9 (78.6)     | 28.3 (82.9)     | 29.2 (84.6)     | 25.6 (78.1)     | 18.3 (64.9)     | 8.7 (47.7)      | 0.5 (32.9)      | 15.5 (59.9)     |
| 일일 평균 기온 °C (°F)                                                           | −6.2 (20.8)     | −2.8 (27.0)     | 3.2 (37.8)      | 10.1 (50.2)     | 16.2 (61.2)     | 20.9 (69.6)     | 24.1 (75.4)     | 24.5 (76.1)     | 19.7 (67.5)     | 12.2 (54.0)     | 3.6 (38.5)      | −4.2 (24.4)     | 10.1 (50.2)     |
| 일평균 최저 기온 °C (°F)                                                         | −10.3 (13.5)    | −7.2 (19.0)     | −1.2 (29.8)     | 5.4 (41.7)      | 11.5 (52.7)     | 17.0 (62.6)     | 21.2 (70.2)     | 21.1 (70.0)     | 15.1 (59.2)     | 7.5 (45.5)      | −0.4 (31.3)     | −8.0 (17.6)     | 6.0 (42.8)      |
| 역대 최저 기온 °C (°F)                                                           | −27.3 (−17.1)   | −26.0 (−14.8)   | −18.9 (−2.0)    | −5.0 (23.0)     | −2.6 (27.3)     | 3.0 (37.4)      | 10.7 (51.3)     | 10.0 (50.0)     | 2.8 (37.0)      | −5.3 (22.5)     | −15.0 (5.0)     | −22.8 (−9.0)    | −27.3 (−17.1)   |
| 평균 강수량 mm (인치)                                                            | 5.9 (0.23)      | 14.9 (0.59)     | 20.3 (0.80)     | 53.7 (2.11)     | 85.0 (3.35)     | 122.6 (4.83)    | 251.9 (9.92)    | 241.3 (9.50)    | 95.7 (3.77)     | 78.8 (3.10)     | 37.2 (1.46)     | 13.6 (0.54)     | 1,020.9 (40.19) |
| 평균 강수일수 (≥ 0.1 mm)                                                         | 2.1             | 3.2             | 3.8             | 6.4             | 7.7             | 9.8             | 12.6            | 10.4            | 5.7             | 5.6             | 5.2             | 4.0             | 76.5            |
| 평균 강설일수                                                                    | 3.5             | 3.1             | 2.1             | 0.3             | 0.1             | 0.0             | 0.0             | 0.0             | 0.0             | 0.1             | 1.9             | 4.4             | 15.5            |
| 평균 상대 습도 (%)                                                               | 60.2            | 59.9            | 61.8            | 63.7            | 70.0            | 78.0            | 84.2            | 81.7            | 73.7            | 68.0            | 65.6            | 62.5            | 69.1            |
| 평균 월간 일조시간                                                               | 199             | 195             | 227             | 228             | 237             | 207             | 163             | 200             | 220             | 208             | 169             | 172             | 2,425           |
| 출처 1: 대한민국 기상청 (평년값, 1991년~2020년)                                  |                 |                 |                 |                 |                 |                 |                 |                 |                 |                 |                 |                 |                 |
| 출처 2: 독일 기상청 (일조시간, 1961년~1990년), Meteo Climat (극값, 1957년~현재), |                 |                 |                 |                 |                 |                 |                 |                 |                 |                 |                 |                 |                 |

## 교통
교통 시설은 평의선(경의선)의 마지막 종착역인 신의주청년역이 있으며, 의주군과 접하는 시의 북동부인 고성동에는 공항인 의주비행장이 있다. 수상교통수단으로는 룡천항과 함께 신의주항이 있으며, 유람선과 화물선이 1차례씩 출항한다.

### 중화인민공화국과의 교통

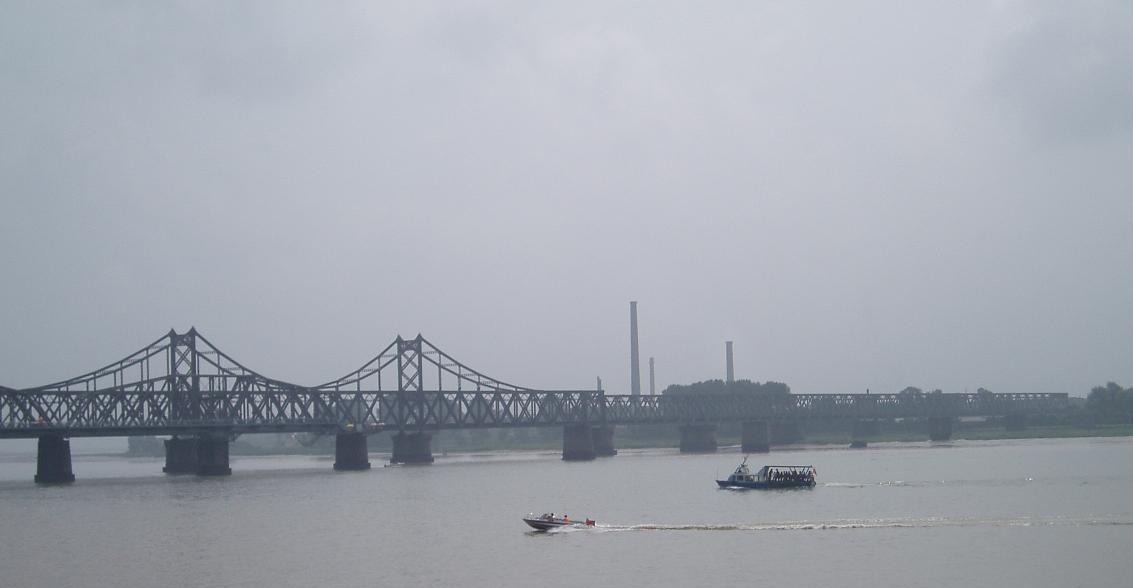
압록강 철교

신의주시에서는 압록강을 통해 단동을 육안으로 볼 수 있을 정도로 가깝다. 그리고 중화인민공화국 단둥 시와는 조중우의교로 연결되어 있다. 그 외에도 신의주시에는 중국과 연결된 다리가 몇 군데 더 있다.

## 관광

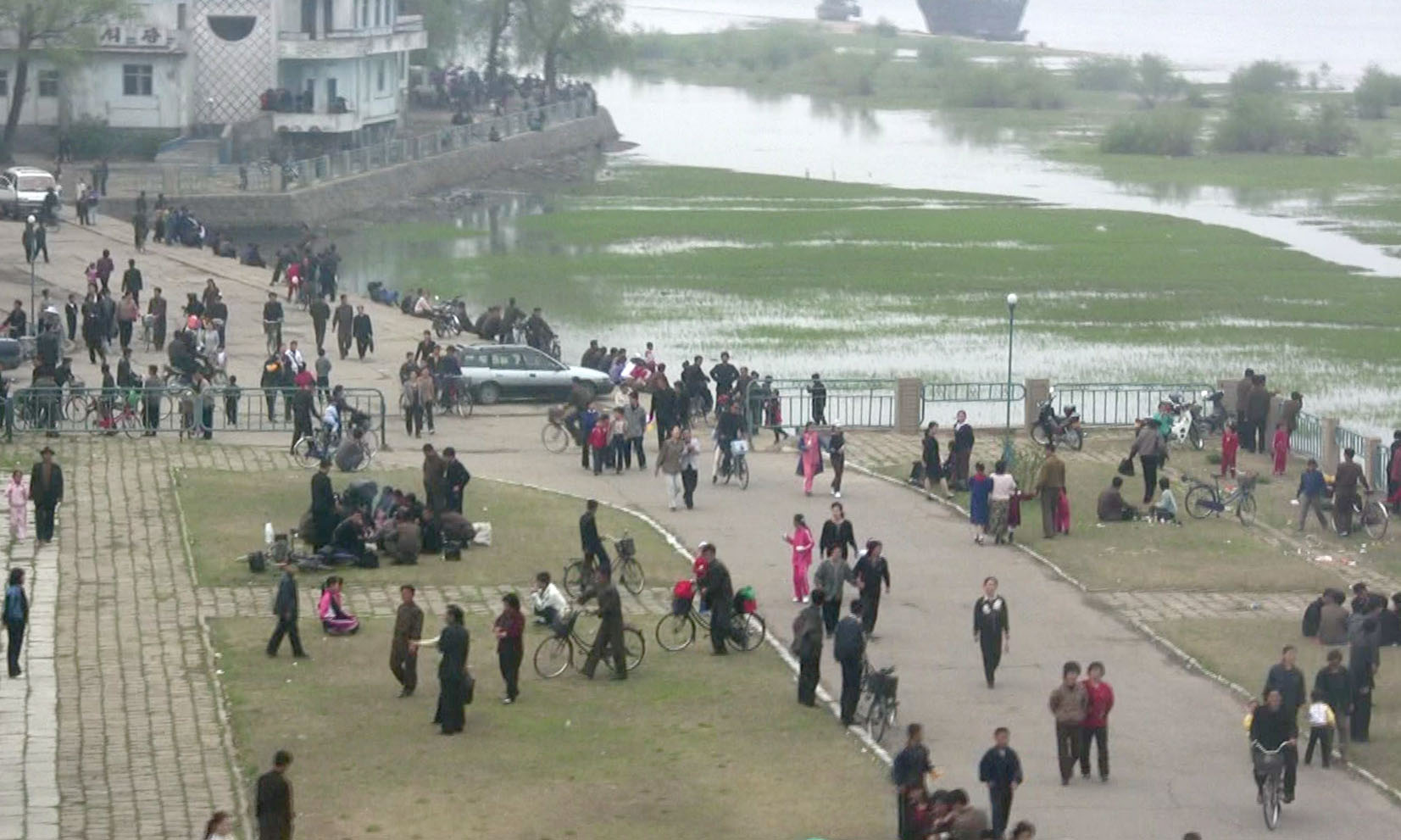
노동절에 활기찬 압록강가의 공원(2007)

관광·숙박시설은 식당인 압록강각이 있는데, 숙박객들은 이 식당에서 료리하는 조선식 짜장면의 맛을 볼 수 있다. 또한 재중동포나 중국인 여행객들을 위해 건설된 압록강려관이 있으며, 최근 외국인숙소를 건설하고 있다.

### 관광지
- 통군정
- 위화도
- 조중우의교
- 신온온천
- 동림폭포
- 남대문

## 시설

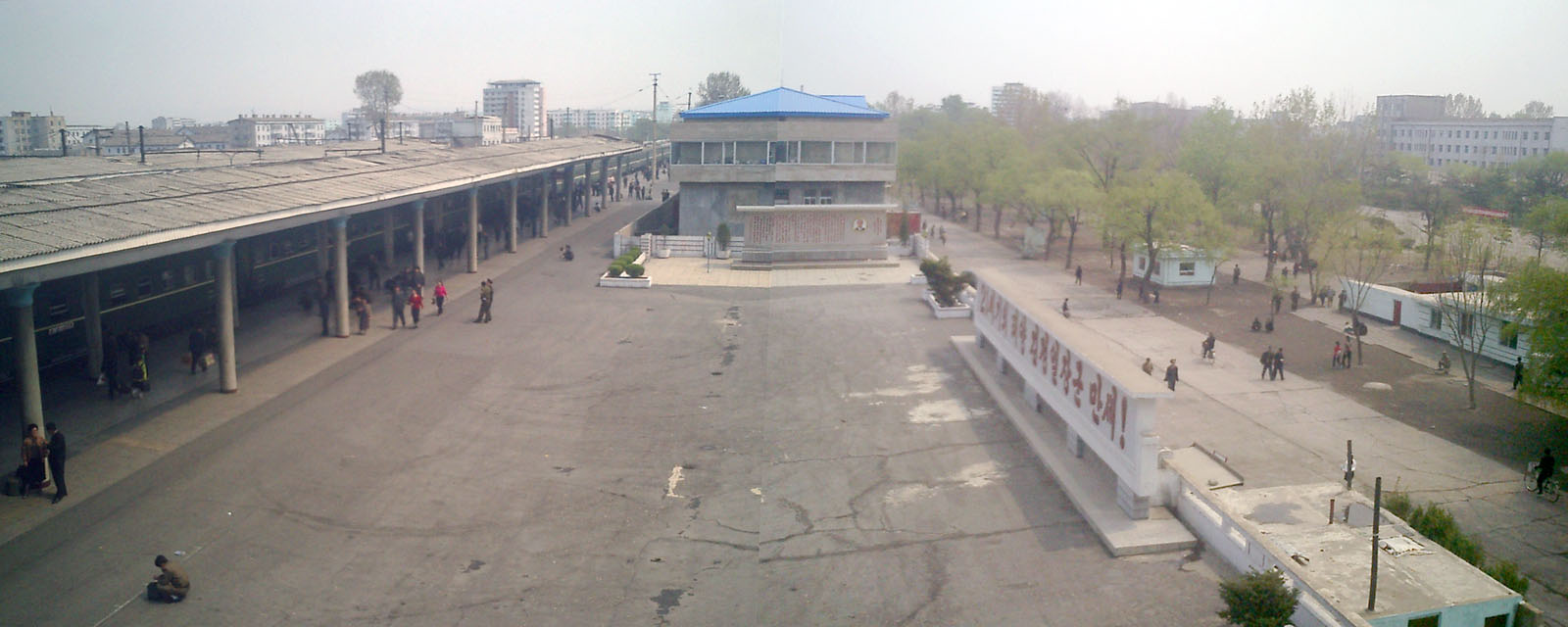
신의주역의 역사에서 남동쪽 방향으로 본 모습 (2007)

신의주시는 다음과 같은 시설이 밀집되어 있다.
- 압록각
- 신의주학생소년궁전
- 압록강려관
- 신의주청년역
- 신의주화장품공장

## 같이 보기
- 조중우의교
- 신의주특별행정구

## 참고 자료
- 이이화, 《한국사이야기22. 빼앗긴 들에 부는 근대화바람》(한길사, 2004) 27쪽.
- Dormels, Rainer. North Korea's Cities: Industrial facilities, internal structures and typification. Jimoondang, 2014. ISBN 978-89-6297-167-5